# Шалдар
Шалдар (каз. Шалдар) — село в Байдибекском районе Туркестанской области Казахстана. Административный центр Бугунского сельского округа. Находится на реке Сасыкозен. Код КАТО — 513649100.

## Население
В 1999 году население села составляло 1465 человек (765 мужчин и 700 женщин). По данным переписи 2009 года, в селе проживало 1307 человек (675 мужчин и 632 женщины).

## Уроженцы
- Копбай Алимбетов